# 前门东路
39°53′39″N 116°23′42″E / 39.89422°N 116.39487°E
前门东路是位于北京市东城区中部的一条道路。

## 简介
2007年4月24日，前门东路道路整修工程竣工，4月25日零时正式通车。前门东路位于前门大街以东，北起前门东大街，与广场东侧路连接，南到珠市口东大街。该路为城市次干路，道路全长845米，宽25米，设计为南向北单向三车道，其中道路内侧的一条是快速公交车道，此外还有人行便道、非机动车道。道路地下铺设有燃气、电力、雨水等9条管线。
前门东路和煤市街是为疏导前门地区交通而建的两条城市次干路。此前，前门大街为南向北单行线，交通负担较重。前门东路为南向北单行线，煤市街为北向南单行线。这两条道路通车后，前门大街北段开始逐步改建为步行街。2007年4月25日上午，前门大街开始封路改造，前门大街上标志性的牌楼（位于原正阳桥坊位置，为新建筑）上午11时拆除。